# استفان برادلی
استفان برادلی (انگلیسی: Stephen Bradley؛ زادهٔ ۱۹ نوامبر ۱۹۸۴) ورزشکار فوتبال اهل ایرلند است.
از باشگاه‌هایی که در آن بازی کرده‌است می‌توان به باشگاه فوتبال آرسنال، باشگاه فوتبال شامروک روورز، و باشگاه فوتبال فالکیرک اشاره کرد.
وی همچنین در تیم‌های ملی فوتبال زیر ۲۱ سال جمهوری ایرلند بازی کرده‌است.